# Stanisław Grec
Stanisław Grec (ur. 20 września 1885 w m. Sosnówki, zm. 20 stycznia 1961 w Częstochowie) – kapitan żandarmerii Wojska Polskiego.

## Życiorys
Stanisław Grec urodził się 20 września 1885 roku miejscowości Sosnówki, w rodzinie Pawła i Marianny. Pracował w kopalni oraz jako ślusarz w różnych zakładach. W 1905 roku wstąpił do Polskiej Partii Socjalistycznej, a w następnym roku do PPS-Frakcji Rewolucyjnej. Jako członek Organizacji Bojowej PPS uczestniczył w wielu akcjach, w tym w zamachu na agenta Ochrany A. Saczenkę. W połowie 1908 roku został aresztowany wskutek zdrady instruktora bojowego Edmunda Tarantowicza ps. „Albin”. Był więziony w Sosnowcu, Łodzi i Piotrkowie. W 1912 roku został zesłany na dożywotnie osiedlenie w Jakucji. Na początku 1914 roku zbiegł do Krakowa i przez pewien okres przebywał w Zakopanem. 
W 1914 roku, po wybuchu I wojny światowej, wstąpił do Legionów Polskich. W czasie kampanii wołyńskiej został ciężko ranny. 28 marca 1917 roku został przeniesiony z posterunku Żandarmerii Polowej przy Komendzie I Brygady Legionów Polskich do Ekspozytury Żandarmerii Polowej przy Komendzie I Brygady Legionów Polskich. 19 maja 1917 roku został przeniesiony z posterunku Żandarmerii Polowej przy Stacji Zbrojnej w Przemyślu na stanowisko komendanta posterunku Żandarmerii Polowej przy Urzędzie Głównym Zaciągu do Wojska Polskiego w Częstochowie.
W listopadzie 1918 roku został przyjęty do Wojska Polskiego i przydzielony Żandarmerii Wojskowej w Warszawie. 1 czerwca 1921 roku pełnił służbę w Dowództwie Żandarmerii Wojskowej w Warszawie, a jego oddziałem macierzystym był wówczas 8 dywizjon żandarmerii wojskowej. W 1922 roku, jako ekstern zdał maturę. 3 maja 1922 roku został zweryfikowany w stopniu podporucznika ze starszeństwem z dniem 1 czerwca 1919 roku i 1. lokatą w korpusie oficerów żandarmerii. Na porucznika awansował ze starszeństwem z dniem 1 czerwca 1921 roku i 1. lokatą w korpusie oficerów żandarmerii. W latach 1923–1924 pełnił służbę w 8 dywizjonie żandarmerii w Toruniu na stanowisku oficera śledczego, a cztery lata później w 4 dywizjonie żandarmerii w Łodzi. 19 marca 1928 roku awansował na kapitana ze starszeństwem z dniem 1 stycznia 1928 roku i 3. lokatą w korpusie oficerów żandarmerii. W latach 1930–1932 był dowódcą plutonu żandarmerii Częstochowa. Od 1 grudnia 1933 roku do 30 czerwca 1934 roku był przydzielony do dyspozycji Ministerstwa Poczt i Telegrafów. Z dniem 30 czerwca 1934 roku został przeniesiony w stan spoczynku. 
Pracował krótko jako urzędnik pocztowy w Katowicach, po czym wyjechał do Częstochowy, gdzie otworzył restaurację. Społecznie działał w Związku Legionistów Polskich oraz w Związku Strzeleckim. W 1939 roku został zmobilizowany do 27 pułku piechoty w Częstochowie. W czasie kampanii wrześniowej uniknął niewoli i wrócił do Częstochowy. W 1940 roku wstąpił do Związku Walki Zbrojnej, a dwa lata później został oficerem Armii Krajowej. Do 1945 roku był dowódcą Obwodu nr 1. 
W październiku 1945 roku ujawnił się, a następnie wstąpił do PPS i został skierowany do pracy partyjnej w Kłodzku. W 1947 roku wrócił do Częstochowy, gdzie współorganizował Związek Weteranów Walk Rewolucyjnych 1905–1918. W 1948 roku został usunięty z PPS z powodu pełnienia służby w żandarmerii w okresie międzywojennym. W dniach 1–2 września 1949 roku w Warszawie reprezentował Częstochowę na I Kongresie Związku Bojowników o Wolność i Demokrację. Przez wiele lat był przewodniczącym oddziału ZBoWiD w Częstochowie.
Zmarł 20 stycznia 1961 roku w Częstochowie. Pochowany na cmentarzu Kule.

## Ordery i odznaczenia
- Krzyż Niepodległości z Mieczami (3 maja 1932)[7]
- Krzyż Walecznych
- Srebrny Krzyż Zasługi (10 listopada 1928)[8]